# Список песен на стихи Леонида Дербенёва
Леонид Дербенёв является автором более 2000 стихотворений, ставшие основой для сотен песен, в том числе песен к фильмам (среди песен хиты «Есть только миг», «Всё могут короли», «Остров Невезения», «Гадалка», «Куда уходит детство», «Этот мир придуман не нами», «Три белых коня» и прочие).
В сотрудничестве с композитором Александром Зацепиным Дербенёв написал много песен для советских кинофильмов, таких как «Кавказская пленница», «Бриллиантовая рука», «Иван Васильевич меняет профессию», «Земля Санникова», «12 стульев», «31 июня», «Женщина, которая поёт», «Не может быть», «Капитан Немо», «На Дерибасовской хорошая погода…».
Соавторами Дербенёва были композиторы Александр Зацепин, Арно Бабаджанян, Вячеслав Добрынин, Максим Дунаевский, Евгений Мартынов, Эдуард Артемьев, Александр Журбин, Давид Тухманов, Юрий Антонов, Александр Морозов, Игорь Крутой и многие другие.
Песни Дербенёва исполняли ведущие артисты СССР и России: Алла Пугачёва, Валерий Леонтьев, Александр Серов, Маша Распутина, Валентина Толкунова, Лев Лещенко, Эдита Пьеха, София Ротару, Муслим Магомаев, Лариса Долина, Михаил Боярский, Олег Анофриев, Николай Караченцов, Андрей Миронов, Юрий Никулин, Ирина Отиева, Анне Вески и другие. А так же песни на стихи Леонида Дербенёва есть в репертуаре звёзд зарубежной эстрады, в числе которых Анна Герман и Карел Готт.

## А
- А дело было так (В. Добрынин) — вокально-инструментальный ансамбль «Весёлые ребята»
- А жизнь идёт (В. Добрынин) — вокально-инструментальный ансамбль «Земляне»
- А жизнь подорожала (А. Лукьянов) — Маша Распутина
- А клоунам снятся (И. Николаев) — Алла Пугачёва
- А любовь вечно молода (А. Зацепин)
- А любовь одна (А. Бабаджанян) — Лариса Мондрус
- А любовь одна (А. Зацепин), из кинофильма «Тайник у Красных камней» — София Ротару
- А мне-то зачем? (П. Слободкин) — вокально-инструментальный ансамбль «Весёлые ребята»
- А мы при чём? (Б. Емельянов) — Борис Емельянов
- А мы хоть куда (Ю. Турнянский)
- А нам всё равно (А. Зацепин), из кинофильма «Бриллиантовая рука» — Юрий Никулин
- А у детства нет прошлого (И. Ефремов), из кинофильма «Питер Пэн» — Ирина Понаровская
- Аве Мария (бразильская народная песня) — Нина Пантелеева
- Акселераты (В. Добрынин) — Михаил Боярский, вокально-инструментальный ансамбль «Здравствуй, песня»[4]
- Аленький цветочек (Е. Мартынов) — Тамара Миансарова
- Аленький цветочек (У. Хитман) — Филипп Киркоров
- Алеся (И. Лученок)
- Ангел (И. Матета) — Маша Распутина
- Ангел-хранитель (М. Дунаевский), из кинофильма «Мушкетёры двадцать лет спустя» — Игорь Наджиев
- Анджела (Д. Паоли) — Валерий Ободзинский
- Апельсины (И. Николаев) — Игорь Николаев
- Артист (И. Гранов) — вокально-инструментальный ансамбль «Голубые гитары»
- Атаман (Г. Гладков), из кинофильма «Бесстрашный атаман»
- Атлантида (И. Гранов) — вокально-инструментальный ансамбль «Голубые гитары»
- «Атлантида», А. Лукьянов — Филипп Киркоров (1990), Александр Лукьянов
- Ах, денежки, бабули (И. Матета), из кинофильма «Аферы, музыка, любовь» — Елена Булычевская
- Ах, детективы (Е. Крылатов), из кинофильма «Акселератка» — Екатерина Семёнова
- Ах, детство, детство (М. Дунаевский), из кинофильма «Проданный смех» — вокально-инструментальный ансамбль «Фестиваль»
- 1993 — «Ах, короли», М. Дунаевский (к/ф «Тайна королевы Анны, или Мушкетёры тридцать лет спустя») — Игорь Наджиев
- Ах, мамочка! (А. Флярковский), из кинофильма «Русское поле» — Нонна Мордюкова, Лена Василёк и группа «Белый день», квартет: Алиса Мон, Катя Лель, Светлана Рерих, Ирина Нельсон
- 1994 — «Ах, Москва», И. Матета — Маша Распутина
- Ах, Петербург (А. Зацепин), из кинофильма «Инкогнито из Петербурга» — Олег Анофриев
- Ах, этот вечер (М. Дунаевский) — Людмила Ларина, Михаил Боярский и Анне Вески, Николай Караченцов и Ольга Шеро

## Б
- Байкал (И. Баринов) — исп. Нина Пантелеева
- Балаган не дворец (Е. Крылатов) из к/ф «Не покидай»
- Балалайка (М. Колл и Л. Рей) — исп. Нина Пантелеева
- Балтика (И. Гранов) — исп. синтез-труппа Игоря Гранова
- Барыня-речка (А. Флярковский) из к/ф «Инженер Прончатов» — исп. ВИА «Дружба», Виктор Беседин, Валерий Золотухин, Николай Караченцов
- Без тебя (В. Гамалия) — исп. Анна Герман
- Белая дверь (Ю. Чернавский) из к/ф «Сезон чудес» — исп. Алла Пугачёва[4]
- Белая метель (Ю. Антонов) — исп. Лев Лещенко, Юрий Антонов
- Белая панама (Ю. Чернавский) — исп. Алла Пугачёва, Кристина Орбакайте
- Белая Русь (В. Мулявин) — исп. ВИА «Песняры»
- Белка в колесе (А. Киселёв) — (сл. Л. Дербенёв и И. Шаферан) — исп. Павел Смеян
- Белка в колесе (В. Кретов) — (сл. Л. Дербенёв и И. Шаферан) — исп. ВИА «Лейся, песня»
- Белый костёр зимы («Пришла пора») (В. Добрынин) — исп. ВИА «Весёлые ребята» (солист — Алексей Глызин), Лев Лещенко
- Белый Мерседес (М. Дунаевский) — исп. Сюзанна Теппер
- Белый Мерседес (А. Лукьянов) — исп. Маша Распутина
- Белый снег (В. Добрынин) — исп. ВИА «Самоцветы» (солист — Алексей Кондаков), Лев Лещенко
- Белых роз лепестки (Х. Накамура) — исп. Нина Пантелеева
- Береги любовь (Т. Васич) — исп. Тамара Миансарова
- Береза (И. Саруханов)
- Березка (Г. Финаровский)
- Березка (Мама) (С. Боно) — исп. Муслим Магомаев
- Берёзы светятся (Б. Парсаданян) — исп. Тамара Миансарова
- Беспутная, душа моя (А. Лукьянов) — исп. Маша Распутина
- 1995 — «Бессонница», А. Пугачёва — Алла Пугачёва
- Бешеные деньги (М. Дунаевский) — исп. Сюзанна Теппер
- Благодарность матерям (Е. Мартынов) — исп. Евгений Мартынов
- Блюз Америка (А. Лукьянов) — исп. Наталья Сенчукова
- Большая медведица (В. Добрынин) — исп. Михаил Боярский и ВИА «Здравствуй, песня», Мария Заболоцкая
- Больше жизни (В. Семёнов) — исп. группа «Цветы» (солист — Александр Лосев)
- Больше не хочу (А. Журбин) — исп. Валерий Леонтьев и Валентина Игнатьева
- Боцман Боб (И. Матета) — исп. Татьяна Марцинковская
- Браво, брависсимо (Л. Портной) — исп. Филипп Киркоров
- Брось сигарету (А. Пугачёва) — исп. Алла Пугачёва
- Бубен шамана (А. Зацепин) из к/ф «Центровой из поднебесья» — исп. Алла Пугачёва
- Будет лес (А. Флярковский) из к/ф «Инженер Прончатов» — исп. Валерий Золотухин
- Буду я ждать на земле (В. Гевиксман) — исп. Майя Кристалинская
- Будь здоров (А. Эллштейн) — исп. Эмиль Горовец
- Будь самим собой (В. Добрынин) — исп. ВИА «Здравствуй, песня» (солист — Сергей Мазаев)
- Бумажный голубь (Ж. Татлян) — исп. Жан Татлян
- Был я беден (А. Зацепин) — (сл. Л. Дербенёв и Р. Казакова) из к/ф «31 июня» — исп. Яак Йоала
- Была любовь (М. Дунаевский)
- Была любовь (Е. Крылатов) из к/ф «Мой избранник» — исп. Елена Крашевская
- Была любовь (И. Матета)
- Были б родители живы (М. Дунаевский) — исп. Сюзанна Теппер
- Было или нет (А. Аласпа) — исп. Евгений Головин
- Бэби (В. Евзеров)

## В
- В деле любом и каждом (А. Зацепин) из к/ф «Между небом и землёй» — исп. ВИА «Ариэль»
- В заколдованном городе (П. Аедоницкий) — исп. Лариса Мондрус
- В лесу (И. Гранов) — исп. ВИА «Голубые гитары», Роксана Бабаян
- В нашем дворе (В. Добрынин) — исп. Михаил Боярский, ВИА «Здравствуй, песня» (солист — Сергей Мазаев)[4]
- В нежданный час (А. Бабаджанян) — исп. Муслим Магомаев, Эдуард Хиль
- В ночной Москве (А. Эшпай) — исп. Д. Ромашков
- В самом центре души (В. Лебедев) из к/ф «Безумная Лори» — исп. Ольга Зарубина
- В сердца стучится май (А. Флярковский) — исп. Раиса Неменова
- В эту минуту (М. Тарго) — исп. Марью Ляник
- Вальс о весне (Белая лебедь) (А. Флярковский) — исп. Эдита Пьеха, Галина Ненашева, Елена и Татьяна Зайцевы, Мария Заболоцкая
- Вдруг дождь пошёл (А. Зацепин) — исп. Маша Распутина
- Вдохновение (А. Зацепин) из к/ф «Центровой из поднебесья» — исп. Олег Анофриев
- Ведьма-речка (Е. Крылатов) из т/ф «Чародеи» — исп. Ирина Отиева, Мария Заболоцкая
- Великаны и гномы (А. Броневицкий) — исп. Эдита Пьеха
- Верблюд (А. Зацепин) из к/ф «Центровой из поднебесья» — исп. ВИА «Весёлые ребята» (солист — Александр Барыкин)
- Верблюд (И. Матета) из к/ф «Аферы, музыка, любовь» — исп. Елена Булычевская
- Верёвочка (И. Кружалин) — исп. Маша Распутина
- Ветер с луны (И. Якушенко) — исп. Вадим Мулерман
- Вечная любовь (Е. Евсеев) — исп. Алла Пугачёва
- Вечно юный мир (Г. Подэльский) — исп. Лина Прохорова
- Виден из окна твой дом (А. Эшпай) — исп. Владимир Трошин
- Видеть тебя (И. Гранов) — исп. синтез-труппа Игоря Гранова
- Виновата (Б. Емельянов) — исп. Ольга Зарубина
- Влюблённый поэт (Вагано) — исп. Эмиль Горовец
- В общем, попали мы!.. (М. Дунаевский) из к/ф «И чёрт с нами» — исп. Николай Караченцов
- Водка, водочка (В. Корч) — исп. Джемма Халид
- Возвращение (Б. Емельянов) — исп. Сергей Беликов
- Волки гонят оленя (А. Зацепин) из к/ф «Между небом и землёй» — исп. ВИА «Ариэль»
- Волны (В. Киселёв и С. Скачков) — исп. группа «Земляне» (солист — Сергей Скачков)
- Волшебная ниточка (П. Бюль-Бюль оглы) — исп. Полад Бюль-Бюль оглы, Алла Иошпе и Стахан Рахимов
- Волшебник-недоучка (А. Зацепин) из к/ф «Отважный Ширак» — исп. Алла Пугачёва, а также Лев Лещенко и Марина Лях
- Восковая кукла (Серж Генсбур) — исп. Муслим Магомаев, ВИА «Голубые гитары»
- Восточный базар (А. Зацепин) из к/ф «Отважный Ширак» — исп. ВИА «Весёлые ребята» (солист — Роберт Мушкамбарян)
- Вот и расстались (В. Добрынин) — исп. Михаил Боярский[4]
- Вот это девушка (Ш. Секунда) — исп. Эмиль Горовец
- Всё было (А. Зацепин) из к/ф «Земля Санникова» — исп. Олег Анофриев, Олег Даль, Иван Суржиков
- Всё в мире, как вчера (Х. Шимчийский) — исп. Аида Ведищева
- Всё могут короли (Б. Рычков) — исп. Алла Пугачёва
- Всё может быть (А. Зацепин) из к/ф «Не может быть!» — исп. Олег Анофриев
- Всё наоборот (В. Добрынин) — исп. Вячеслав Добрынин
- Всё начинается вновь (И. Гранов) — исп. синтез-труппа Игоря Гранова
- Всё пройдёт (М. Дунаевский) из к/ф «Куда он денется!» — исп. Михаил Боярский и ансамбль «Фестиваль»
- Всё равно полечу (А. Флярковский) — исп. Тамара Миансарова
- Всё равно ты будешь мой (А. Зацепин) из к/ф «Ангел в тюбетейке» — исп. Эльмира Уразбаева, Аида Ведищева, Азиза Мухамедова
- Всё, что было (А. Лукьянов) — исп. Наталья Сенчукова
- «Всё, что в жизни есть у меня», В. Добрынин — вокально-инструментальный ансамбль «Самоцветы» (1976), Лев Лещенко
- Всё, что память забывает (М. Дунаевский) из к/ф «Маленькое одолжение» — исп. Николай Караченцов
- Всегда вдали (Е. Адлер) — исп. ВИА «Весёлые ребята» (солист -Александр Лерман)
- Выходите, воины (И. Ефремов) из к\ф «Питер Пэн» — исп ансамбль «Сюрприз»
- Венди рассказывает сказку (И. Ефремов) из к/ф Питер Пэн — исп. Светлана Степченко

## Г
- 1994 — «Гавайская гитара», А. Морозов — Мила Романиди
- Гадалка («Ежедневно меняется мода…») (М. Дунаевский) из т/ф «Ах, водевиль, водевиль…» — исп. Жанна Рождественская и ансамбль «Фестиваль»
- Где же ты была? (В. Добрынин) — исп. ВИА «Лейся, песня» (солист — Владислав Андрианов), ВИА «Здравствуй, песня», Лев Лещенко, Алексей Кондаков
- Гималаи (А. Лукьянов) — исп. Маша Распутина, Александр Лукьянов
- Гитара (Э. Масиас, перевод Л. Дербенёва) — исп. Муслим Магомаев, Ара Арсенян, Виктор Беседин
- Говорят, а ты не верь (Е. Крылатов) из т/ф «Чародеи» — исп. Ирина Отиева, Александр Абдулов, Ольга Рождественская, Семён Фарада и ВИА «Добры молодцы»
- Говорящие собаки (Ю. Чернавский) из к/ф «Сезон чудес» — исп. Михаил Боярский
- Гололёд (А. Зацепин) из к/ф «Ангел в тюбетейке» — исп. Аида Ведищева, Мария Заболоцкая
- Голубая планета Земля (П. Аедоницкий) — исп. Вероника Круглова
- 1977 — «Голубой кот», А. Зацепин (к/ф «Фантазии Веснухина») — Алла Пугачёва и детский хор
- Горизонт (А. Зацепин) — исп. Гюлли Чохели
- Город огромный (А. Зацепин) из к/ф «Центровой из поднебесья» — исп. Роберт Мушкамбарян, Карел Готт
- Город спит (Л. Осипова) — исп. Людмила Осипова
- Городская сумасшедшая (Е. Фокин) — исп. Маша Распутина
- Городские цветы (М. Дунаевский) из к/ф «Куда он денется!» — исп. ансамбль «Фестиваль» (солист — Павел Богуш), Михаил Боярский, Лев Лещенко, Ирина Мальгина и Эмин Бабаев
- Горько (В. Добрынин — сл. Л. Дербенёв и И. Шаферан) — исп. ВИА «Синяя птица» (солист — Сергей Дроздов)
- Грустный ангел («Не тает в сердце лёд, хоть нет…») (Д. Болен) — исп. Филипп Киркоров, Мария Заболоцкая
- Губит людей не пиво… (А. Зацепин) из к/ф «Не может быть!» — исп. Вячеслав Невинный
- Гуси, гуси (Б. Рычков — сл. Л. Дербенёв и И. Шаферан) — исп. София Ротару

## Д
- Да (А. Зацепин) — из к/ф «Женщина, которая поёт» — исп. Алла Пугачёва
- Давай споём (В. Добрынин) — исп. Маргарита Суворова
- Давным-давно была война (А. Зацепин) из к/ф «Командир счастливой „Щуки“» — исп. Алексей Галкин и ансамбль МВО
- Дай помечтать (Д. Чинкветти) — исп. Тамара Миансарова
- Далёкий полярный посёлок (А. Островский) — исп. Маргарита Суворова
- Далеко и близко (А. Эшпай) — исп. Мария Лукач
- Дастархан (И. Гранов) — исп. синтез-труппа Игоря Гранова
- Двадцатый век (В. Добрынин — сл. Л. Дербенёв и И. Шаферан) — исп. Ренат Ибрагимов, ВИА «Лейся, песня»
- Два сердца (М. Дунаевский) из к/ф «И чёрт с нами» — исп. Николай Караченцов
- Девочки примерные (И. Матета) из к/ф «Аферы, музыка, любовь» — исп. Елена Булычевская, Наталья Штурм, Сергей Переверзев
- Дедушкин сундук (М. Дунаевский) из к/ф «Маленькое одолжение» — исп. Николай Караченцов
- Демон (И. Матета) — исп. Маша Распутина
- День в календаре (Б. Савельев) — исп. Аида Ведищева
- День за днём (В. Добрынин) — исп. ВИА «Лейся, песня»
- День рождения Земли (В. Киселёва и С. Скачков) — исп. группа «Земляне» (солист — Сергей Скачков)
- Держат строй корабли (А. Флярковский) — исп. Вадим Лынковский, Ансамбль «Северное сияние»
- Держи меня крепче (К. Халонен) — исп. Евгений Головин
- Для тебя пою (Ю. Антонов) — исп. Валерий Ободзинский, Юрий Антонов
- Для тебя, человек (И. Гранов) — исп. ВИА «Голубые гитары»
- Для тех, кто ждёт (П. Аедоницкий) — исп. Лариса Мондрус, София Ротару, Лариса Долина
- 1995 — «Днём и ночью», Т. Русев — Филипп Киркоров
- Дни летят (А. Лукьянов) — исп. Маша Распутина
- До любви один шаг (А. Гофф, сл. Бялуш, перевод Л. Дербенёва, О. Жуков) — исп. Вадим Мулерман, Светлана Резанова
- До свиданья, лето (А. Зацепин) из к/ф «Центровой из поднебесья» — исп. Алла Пугачёва
- Добрая сказка (Е. Крылатов) из к/ф «Серебряное ревю» — исп. Игорь Христенко
- Добро пожаловать (Добро пожаловать в Москву) (В. Добрынин — сл. Л. Дербенёв и В. Дюков) — исп. Сергей Беликов
- Дом мой, Россия (С. Дьячков) — исп. ВИА «Синяя птица»
- Драгоценная тайна (В. Ермаков) — исп. Маша Распутина
- Дремлет море в ночи (М. де Мартино) — исп. Валерий Ободзинский
- Друг друга мы нашли (А. Зацепин) — из к/ф «Отважный Ширак» — исп. Алла Пугачёва и Роберт Мушкамбарян
- Дружить нам надо (С. Дьячков) — исп. ВИА «Весёлые ребята» (солист — Анатолий Алешин)
- Дети — это цветы (И. Ефремов) из к/ф "Питер Пэн — исп Светлана Степченко и Лена Делибаш

## Е
- Едет ярмарка (Л. Штайдл) — исп. Карел Готт
- Еду я (А. Эшпай) из к/ф «Лушка» — исп. Майя Кристалинская, Тамара Миансарова
- Если верить снам (Э. Артемьев) из к/ф «Человек-невидимка» — исп. Роксана Бабаян, Лариса Кандалова
- Если девчонка тебя избегает (А. Зацепин) из к/ф «Между небом и землёй» — исп. Валерий Ободзинский и квартет «Улыбка»
- Если долго мучиться (А. Зацепин) из к/ф «Повар и певица» — исп. Алла Пугачёва
- Если звёзды молчат (М. Минков) — исп. Алла Пугачёва
- Если звёзды молчат (Ю. Злобин) исп. Мария Заболоцкая
- Если любишь ты («Наклонилось вдруг небо ниже…») (Ю. Антонов) — исп. ВИА «Весёлые ребята» (солист — Александр Лерман), Юрий Антонов, Светлана Резанова, Аида Ведищева, Александр Барыкин
- Если не расстанемся (В. Добрынин) — исп. ВИА «Красные маки»
- Если ты весел (Э. Масиас, перевод Л. Дербенёва) — исп. Муслим Магомаев
- Если ты уйдёшь (В. Добрынин) — исп. Владислав Андрианов и ВИА «Красные маки»
- Если у тебя своя дорога (В. Добрынин) — исп. ВИА «Красные маки» (солист — Аркадий Хоралов)
- Есть любовь негасимая (Б. Тихонов) — исп. Нина Бродская
- Есть такая война (А. Флярковский) — исп. Анатолий Горохов
- Есть только миг (А. Зацепин) из к/ф «Земля Санникова» — исп. Олег Анофриев, Олег Даль, Геннадий Каменный, Леонид Серебренников, Игорь Наджиев, Николай Расторгуев (группа «Любэ»), Хор Турецкого

## Ж
- Ждём весну (Р. Жилинский) — исп. Лев Лещенко
- Жду тебя всегда (Г. Подэльский) из к/ф «Улыбнись, ровесник!» — исп. Нина Маслова
- Женщина с зелёными глазами (А. Зацепин) из т/ф «Капитан Немо» — исп. Олег Анофриев
- 1993 — «Живи, страна», И. Матета — Маша Распутина

## З
- Заболела бабушка (И. Гранов) — исп. ВИА «Голубые гитары»
- Загадка женщины (Е. Крылатов) из т/ф «Чародеи» — исп. Ирина Отиева
- Загляни в мои глаза (М. Шуфутинский) — исп. Филипп Киркоров
- Запретная зона (Б. Емельянов) — исп. Александр Кальянов
- Зачем звезды горят? (Д. Тухманов) из к/ф «Дорогой мальчик» — исп. ВИА «Водограй»
- Звёздные капитаны (А. Бабаджанян) — исп. Эмиль Горовец
- Звёздный век (П. Аедоницкий) — исп. Владимир Трошин
- Звёздный мост (А. Зацепин — сл. Л. Дербенёв и Р. Казакова) из т/ф «31 июня» — исп. Татьяна Анциферова
- Звенит январская вьюга (А. Зацепин — сл. Л. Дербенёв) из к/ф «Иван Васильевич меняет профессию» — исп. Нина Бродская
- Здравствуй, малыш (японская народная песня, перевод Л. Дербенёва) — исп. Маргарита Суворова
- Здравствуйте, дети (И. Якушенко) — исп. Марк Бернес
- Зелёный крокодил (С. Дьячков — сл. Л. Дербенёв и И. Шаферан) — исп. ВИА «Голубые гитары»
- Земля — наш дом (Д. Тухманов) из к/ф «Дорогой мальчик» — исп. ВИА «Водограй»
- Знаешь ты (М. Болотный) — исп. ВИА «Синяя птица» (солист — Сергей Дроздов)
- Знаю, что ты придёшь (А. Зацепин) из к/ф «Узнай меня» — исп. группа «Аракс» (солист — Анатолий Алёшин)
- Золото манит нас (Куинси Джонс, перевод Л. Дербенёва) из к/ф «Золото Маккенны» — исп. Валерий Ободзинский
- Золотой рассвет (В. Мосенков) — исп. ВИА «Добры молодцы»
- Зурбаган (Ю. Чернавский) из т/ф «Выше радуги» — исп. Владимир Пресняков-младший

## И
- И будет так всегда (А. Зацепин) из к/ф «Капитан Немо» — исп. Марианна Вертинская
- И кто виноват? (А. Зацепин) из к/ф «Между небом и землёй» — исп. Алла Пугачёва
- Извини (Э. Масиас, перевод Л. Дербенёва) — исп. Муслим Магомаев
- Ирена (Ф. Тильгерт) — исп. Эмиль Горовец
- Ищу тебя (А. Зацепин) из т/ф «31 июня» — исп. Татьяна Анциферова и группа «Аракс», Ксения Георгиади и группа «Аракс», Лариса Долина, Ани Лорак

## Й
- Йошкар-Ола (А. Эшпай) — исп. Эдуард Хиль

## К
- Каждый день твой (А. Морозов) — исп. ВИА «Ариэль», Ольга Вардашева и Людмила Невзгляд
- Как же это так? (Ю. Антонов — сл. И. Шаферана и Л. Дербенёва) — исп. Валерий Ободзинский
- Какая нелепость. . . (А. Морозов) — исп. группа «Форум» (солист — Виктор Салтыков)
- Как давно всё было (М. Дунаевский) из к/ф «Маленькое одолжение» — исп. Николай Караченцов
- Какое дело (М. Дунаевский) из т/ф «Ребёнок к ноябрю» — исп. Игорь Наджиев
- Какой бы он ни был хороший («…Ты не верь, что стерпится, ты не верь, что слюбится…») (М. Дунаевский) из т/ф «Ах, водевиль, водевиль…» — исп. Жанна Рождественская и Людмила Ларина в сопровождении ансамбля «Фестиваль»
- Каникулы любви (Хироси Миягава) — исп. Людмила Лядова и Нина Пантелеева, Мария Заболоцкая
- Капкан (И. Наджиев) — исп. Игорь Наджиев
- Кап-кап-кап или Маруся (А. Зацепин) из к/ф «Иван Васильевич меняет профессию» — исп. Л. Полосин и Б. Кузнецов
- Карты (И. Матета) из к/ф «Аферы, музыка, любовь» — исп. Елена Булычевская
- Категоричным быть не стоит (А. Зацепин) из к/ф «Частный детектив, или Операция „Кооперация“» — исп. Алёна Герасимова
- Качели (С. Дьячков) — исп. ВИА «Весёлые ребята» (солист — Анатолий Алешин)
- Кеды (А. Флярковский) — исп. Лев Барашков, ВИА «Добры молодцы»
- Кентавры (Е. Крылатов) из т/ф «Чародеи» — исп. ВИА «Добры молодцы»
- Клава (М. Дунаевский) — исп. Маша Распутина
- Кленовый лист (М. Дунаевский) из к/ф «Маленькое одолжение» — исп. Николай Караченцов
- Кличут поезда (П. Аедоницкий) — исп. Вероника Круглова
- Когда молчим вдвоём (П. Слободкин) — исп. ВИА «Весёлые ребята» (солист — Александр Лерман), Мария Заболоцкая
- Когда зовет любовь (А. Зацепин) из к/ф «Центровой из поднебесья» — исп. Роберт Мушкамбарян
- Когда ушла любовь (А. Морозов) — исп. Ольга Вардашева и Людмила Невзгляд, Ивица Шерфези (Югославия)
- Когда, когда (В. Добрынин) — исп. группа «Маки» (солист — Константин Семченко)
- Колдовство (А. Флярковский) из к/ф «Русское поле» — исп. Валерий Ободзинский, Вадим Мулерман, Александр Ширвиндт
- Колесо судьбы (А. Зацепин) из к/ф «Узнай меня» — исп. Ксения Георгиади и группа «Аракс»
- Колыбельная (А. Зацепин) — из к/ф «Фантазии Веснухина» — исп. Алла Пугачёва
- Комсомольское слово (А. Флярковский) — исп. Марк Решетин
- Кооператив (А. Зацепин) из к/ф «Частный детектив, или Операция „Кооперация“» — исп. Александр Кальянов
- Кораблик беленький (А. Морозов) — исп. Ярослав Евдокимов
- Костёр на снегу (А. Зацепин) из к/ф «На завтрашней улице» — исп. Лариса Мондрус, Майя Кристалинская, Капитолина Лазаренко
- Кот в мешке (Ю. Чернавский) из т/ф «Выше радуги» — исп. Владимир Пресняков-младший
- Кошелек на веревочке (А. Познахарев) — исп. Алексей Познахарев
- Край родной (П. Бюль-Бюль оглы) — исп. Полад Бюль-Бюль оглы
- Красная книга (О. Сорокин) — исп. группа «Маки» (солист — Константин Семченко)
- Красные конники (А. Зацепин) — исп. Георг Отс
- Крепкая голова (Д. Тухманов) из к/ф «Дорогой мальчик» — исп. ВИА «Водограй»
- Кто виноват? (А. Зацепин) — исп. Алла Пугачёва
- Кто зажигает звёзды? (К. Франсуа) — исп. Лев Барашков
- Кто тебе сказал? (В. Добрынин) — исп. ВИА «Поющие сердца», ВИА «Лейся, песня» (солист — Владислав Андрианов), Нина Бродская, Дмитрий Маликов
- Кто тебя создал такую? (Л. Портной) — исп. Филипп Киркоров
- Куда же вы спешите? (Б. Савельев) — исп. Аида Ведищева, Вадим Мулерман
- «Куда уходит детство?», А. Зацепин (к/ф «Фантазии Веснухина»)
  - 1977 — Алла Пугачёва
  - Роза Рымбаева
  - 2001 — группа «Сливки»
- Куплеты прапорщика Ушицы (М. Дунаевский) из к/ф «Ах, водевиль, водевиль…» — исп. Олег Табаков

## Л
- Лейся, дождь; падай, снег. . . (В. Добрынин) — исп. Лев Лещенко
- Лепестки (И. Матета) — исп. Джемма Халид, группа «Весна»
- Лето прошло (А. Зацепин) — исп. Владимир Трошин
- Лишь позавчера (Ральф-Рене Мауэ) — исп. Филипп Киркоров
- Листья ушедшего лета (А. Исааков) — исп. Анне Вески
- Лунный день (А. Зацепин) для т/ф «31 июня» (в фильм не вошла) — исп. группа «Аракс» (солисты — Сергей Беликов и Александр Садо)
- Лучший город Земли (А. Бабаджанян) — исп. Муслим Магомаев (также с группой «Браво»), Ренат Ибрагимов, Геннадий Каменный, Карен Мовсесян, Владимир Попков, Алексей Секацкий, Жан Татлян, Марк Тишман
- Льётся музыка (В. Добрынин) — исп. Вячеслав Добрынин, Маша Распутина (с изменённым припевом и под названием «Кружит музыка»), Джемма Халид
- Любимая девушка (В. Блажин — сл. Л. Дербенёв и Е. Решетова) — исп. Владимир Блажин
- Любить друг друга (А. Шульга) — исп. ВИА «Красные маки»
- Любовь навсегда (И. Гранов) — исп. ВИА «Голубые гитары»
- Любовь нас выбирает (А. Зацепин) из т/ф «31 июня» — исп. Яак Йоала и группа «Аракс»
- Любовь одна виновата (А. Зацепин) из к/ф «Центровой из поднебесья» — исп. Алла Пугачёва, Евгений Осин (1997)
- Любовь — огромная страна (Б. Рычков) — исп. ВИА «Весёлые ребята» (солист — Александр Лерман), ВИА «Акварели»

## М
- Мама (А. Зацепин) из к/ф «Повар и певица» — исп. Алла Пугачёва
- Мамин вальс (Ю. Чичков — сл. Л. Дербенёв и В. Крючков) — исп. Эдуард Хиль, Алла Иошпе
- Мамина пластинка (С. Дьячков — сл. Л. Дербенёв и И. Шаферан) — исп. ВИА «Синяя птица» (солисты — Сергей Дроздов и Виктор Рябков), ВИА «Весёлые ребята» (солист — Игорь Гатауллин)
- Мамины сны (И. Матета) — исп. Маша Распутина
- Мария (И. Стайков) — исп. Сергей Захаров
- Марш десантников («…Ждёт меня, ждёт меня Люся, ждёт меня отчий мой дом…») (А. Зацепин) из к/ф «Между небом и землёй» — исп. Валерий Ободзинский и ВИА «Ариэль»
- Марш одиноких женщин (В. Корч) — исп. Джемма Халид
- Между мною и тобою (В. Добрынин) — исп. ВИА «Синяя птица» (солист — Сергей Дроздов)
- Месяц май (А. Журбин) — исп. Евгений Головин
- Мечта (А. Бабаджанян) — исп. Бедрос Киркоров
- Минуты этой я ждал всегда (Д. Румшинский) — исп. Эмиль Горовец
- Мир без тебя (Э. Масиас, перевод Л. Дербенёва) — исп. Муслим Магомаев
- Мираж (А. Зацепин) из к/ф «Тайник у Красных камней» — исп. Валерий Ободзинский
- Мне снился сон (М. Дунаевский) из к/ф «Опасно для жизни!» — исп. Николай Караченцов
- Мне теперь всё равно (А. Шульга) — исп. ВИА «Чаривни гитары», ВИА «Надежда», ВИА «Метроном»
- Много разных на свете песен (И. Матета) — исп. Маша Распутина
- Мода (А. Зацепин) из к/ф «Узнай меня» — исп. группа «Аракс» (солист — Анатолий Алёшин)
- Мода (М. Дунаевский) из к/ф «Куда он денется!» — исп. Михаил Боярский и ансамбль «Фестиваль»
- Мой дом (Д. Тухманов) из к/ф «Дорогой мальчик» — исп. Нина Бродская
- Молодость (А. Зацепин) из к/ф «Узнай меня» — исп. группа «Аракс» (солисты — Анатолий Алёшин и Сергей Беликов)
- Московская серенада (Э. Колмановский — сл. Л. Дербенёв и И. Шаферан) из к/ф «Три дня в Москве» — исп. Павел Кравецкий, Леонид Серебренников, Леонид Сметанников
- Моя гитара (В. Добрынин) — исп. Сергей Беликов
- Моя счастливая пора (П. Аедоницкий) — исп. Лариса Мондрус, Ирина Карелина
- Мы — твои, революция (Г. Подэльский) — исп. Георг Отс
- Мы не любим друг друга (А. Зацепин) из к/ф «Повар и певица» — исп. Алла Пугачёва
- Мы песни поём (В. Добрынин) — исп. Лев Лещенко
- Мы стали другими (Г. Пузырёв) — исп. ВИА «Самоцветы»

## Н
- На белом коне (И. Матета — сл. Л. Дербенёв и Е. Решетова) — исп. Наталья Островая, Маша Распутина
- На верёвочке воспоминаний (И. Кружалин) — исп. Маша Распутина
- Навсегда (А. Журбин) — исп. Валерий Леонтьев
- На Земле живёт любовь (В. Добрынин) — исп. ВИА «Весёлые ребята» (солист — Александр Лерман), ВИА «Самоцветы», Лев Лещенко, Сергей Захаров, Александр Маршал
- На острове Буяне (А. Морозов) — исп. ВИА «Ариэль», ВИА «Голубые гитары», Ольга Вардашева и Людмила Невзгляд
- На площади Красной (Б. Савельев) — исп. Марк Бернес
- На то и любовь (Б. Емельянов) — исп. Борис Емельянов,
- Надейся на Бога (М. Дунаевский) из т/ф «Тайна королевы Анны, или Мушкетёры тридцать лет спустя» — исп. М.Боярский
- Надо спешить (А. Зацепин) из к/ф «Узнай меня» — исп. группа «Аракс» (солист — Анатолий Алёшин)
- Надувной корабль (И. Матвиенко) — исп. группа «Рондо» (солист — Александр Иванов)
- Найди себе друга (А. Зацепин) из к/ф «Фантазии Веснухина» — исп. Алла Пугачёва
- Напиток любви (К. Свобода) — исп. Карел Готт
- Настроение (В. Добрынин) — исп. Анне Вески
- Наша земля (М. Дунаевский) из к/ф «Маленькое одолжение» — исп. Николай Караченцов
- Наше лето (Б. Рычков) — исп. ВИА «Акварели», ВИА «Лейся, песня» (солист — Владислав Андрианов)
- Не верь чужим словам (В. Добрынин) — исп. ВИА «Красные маки» (солистка — Ольга Шалашова)
- Не волнуйтесь, тётя (В. Добрынин) — исп. ВИА «Весёлые ребята» (солисты — Алексей Глызин и Александр Буйнов), Мария Заболоцкая
- Не жалею (А. Лукьянов) — исп. Маша Распутина
- Не забудешь никогда (В. Добрынин) — исп. ВИА «Здравствуй, песня» (солист — Сергей Мазаев)[4]
- Не печалясь (И. Матета) — исп. Джемма Халид, группа «Весна»
- Не покидай (Е. Крылатов) — исп. Анатолий Тукиш
- Не прибавляй печаль к печали (И. Матета) — исп. Джемма Халид
- Не разминулись (И. Матета) — исп. Мария Заболоцкая
- Не смотри ты на часы (А. Иосифов и Ф. Киркоров) — исп. Филипп Киркоров
- Не судьба (В. Пресняков-старший) — исп. Владимир Пресняков-младший
- Небо и земля (Д. Пенев) — исп. Филипп Киркоров
- Небо моё (А. Зацепин) из к/ф «Между небом и землёй» — исп. Валерий Ободзинский и квартет «Улыбка», Феликс Красиловский
- Небывальщина (О. Сорокин) — исп. Алексей Глызин
- Нежная (В. Добрынин) — исп. Вячеслав Добрынин
- Ненадёжное счастье (В. Корч) — исп. Джемма Халид
- Неповторимая весна (А. Эшпай) — исп. Геннадий Каменный, Ирина Отиева
- Нескучный сад (В. Добрынин) — исп. Вячеслав Добрынин
- Никогда не пойму (В. Добрынин) — исп. ВИА «Лейся, песня»
- Никто не виноват (А. Морозов) — исп. группа «Форум» (солист — Сергей Рогожин)
- Ни минуты покоя (В. Добрынин) — исп. Лев Лещенко, ВИА «Весёлые ребята» (солист — Анатолий Алешин)
- Ничего не случилось (И. Матета) — исп. Маша Распутина
- Новогодний вальс (Э. Колмановский — сл. Л. Дербенёв и И. Шаферан) из к/ф «Три дня в Москве» — исп. Нина Бродская и Павел Кравецкий
- Новогодняя песенка (В. Букин) — исп. Владимир Трошин
- Новый танец «Робинзон» (О. Сорокин) — исп. Алексей Глызин
- Ночи бело-голубые (М. Дунаевский) из к/ф «Белые ночи» — исп. Игорь Наджиев
- Ну и дела! (Д. Тухманов) — исп. группа «Москва» (солист — Николай Носков)
- Ну и что ж (В. Штайдл) — исп. Карел Готт
- Ну что с ним делать? (Ю. Антонов) — исп. ВИА «Весёлые ребята» (солист — Александр Лерман), Юрий Антонов

## О
- Обрати внимание (В. Окороков) — исп. Маша Распутина
- Одинокий пират (А. Зацепин) из к/ф «Двенадцать стульев» — исп. Валерий Золотухин
- Ожидание любви (И. Гранов) — исп. ВИА «Голубые гитары»
- Ой, мама (А. Эллштейн) — исп. Эмиль Горовец
- 1996 — «Ой, мама, ой» (М. Распутина) — Маша Распутина
- Он пришёл, этот добрый день (А. Зацепин — сл. Л. Дербенёв и Р. Казакова) из т/ф «31 июня» — исп. Татьяна Анциферова и Яак Йоала, Жанна Рождественская
- Осень (А. Эллштейн) — исп. Эмиль Горовец
- Осень (И. Матета) — исп. Маша Распутина
- Остановись! (М. Дунаевский) из к/ф «Куда он денется!» — исп. Михаил Боярский и ансамбль «Фестиваль»
- Остановите Землю (А. Морозов) — исп. Александр Морозов
- Остров невезения (А. Зацепин) из к/ф «Бриллиантовая рука» — исп. Андрей Миронов, Дмитрий Харатьян
- Остров разлуки (А. Зацепин) из к/ф «Частный детектив, или Операция „Кооперация“» — исп. Алёна Герасимова
- Острова (Ю. Чернавский) из т/ф «Выше радуги» — исп. Владимир Пресняков-младший, Мария Заболоцкая
- Отражение в воде (Ю. Чернавский) из к/ф «Сезон чудес» — исп. Алла Пугачёва[4]

## П
- Песня про джинна (М. Дунаевский) из к/ф «Опасно для жизни!» — исп. Георгий Вицин
- Павиан (А. Лукьянов) — исп. Маша Распутина
- Падает снег (С. Адамо, перевод Л. Дербенёва) — исп. Муслим Магомаев
- Первый поцелуй (И. Гранов) — исп. ВИА «Голубые гитары»; группа «Божья коровка»
- Перебежала кошка мне дорогу (А. Зацепин) из к/ф «Отважный Ширак» — исп. ВИА «Весёлые ребята» (солист — Роберт Мушкамбарян)
- Песенка ни о чём (А. Зацепин) — исп. Олег Анофриев
- Песенка о вещах (В. Добрынин) — исп. Михаил Боярский и ВИА «Здравствуй, песня»
- Песенка о медведях («Где-то на белом свете…») (А. Зацепин) из к/ф «Кавказская пленница, или Новые приключения Шурика» — исп. Аида Ведищева
- Песенка о снежинке («…Если снежинка не растает…») (Е. Крылатов) из т/ф «Чародеи» — исп. Оля Рождественская и ВИА «Добры молодцы»; Дайкири и Дмитрий Маликов, Мария Заболоцкая
- Песенка о терпении (И. Гранов) — исп. синтез-труппа Игоря Гранова
- Песенка про водевиль (М. Дунаевский) из т/ф «Ах, водевиль, водевиль…» — исп. Людмила Ларина и ансамбль «Фестиваль»
- Песенка про костюмчик (Е. Крылатов) из т/ф «Чародеи» — исп. Михаил Светин и Эммануил Виторган
- Песенка про меня («Кто не знаю, распускает слухи зря…») (А. Зацепин) из к/ф «Женщина, которая поёт» — исп. Алла Пугачёва; Алексей Глызин; А-Студио (солистка — Кэти Топурия)
- Песня леди Джейн (А. Зацепин) из т/ф «31 июня» — исп. Жанна Рождественская
- Песня ни о чём (А. Зацепин) из к/ф «Петух» — исп. Олег Анофриев
- Песня о Волгограде (О. Фельцман) — исп. Евгений Максименко
- Песня глухого пирата (Ю. Чернавский) из т/ф «Выше радуги» — исп. Михаил Боярский
- Песня о друге (А. Эшпай) — исп. Владимир Трошин
- Песня о Купидоне (А. Зацепин) из к/ф «Не может быть!» — исп. Олег Даль
- Песня о любопытстве (М. Дунаевский) из т/ф «Ах, водевиль, водевиль…» — исп. Жанна Рождественская и ансамбль «Фестиваль»
- Песня о матери (А. Зацепин) из к/ф «Ангел в тюбетейке» — исп. Майя Кристалинская
- Песня о матери (М. Дунаевский) из т/ф «Мушкетёры двадцать лет спустя» — исп. Игорь Наджиев
- Песня о первом прыжке (А. Зацепин) из к/ф «Между небом и землёй» — исп. Валерий Ободзинский и ВИА «Ариэль»
- Песня о родном крае (Е. Крылатов) из к/ф «Честный, умный, неженатый...» — исп. Ирина Отиева, Ольга Воронец, Валентина Толкунова, Екатерина Шаврина
- Песня о себе («Говорят мне порой друзья…») (И. Матета) — исп. Филипп Киркоров
- Песня о сказке (И. Гранов) — исп. ВИА «Голубые гитары»
- Песня о счастливой любви (Я. Миягава) — исп. Нина Пантелеева
- Песня о Тиме Тайлере (М. Дунаевский) из к/ф «Проданный смех» — исп. Ольга Рождественская
- Песня о цапле (М. Дунаевский) из к/ф «Куда он денется!» — исп. Михаил Боярский и ансамбль «Фестиваль»
- Песня о тишине (А. Эшпай) — исп. Венера Майсурадзе
- Песня о шуте (М. Дунаевский) из т/ф «Ах, водевиль, водевиль…» — исп. Жанна Рождественская и ансамбль «Фестиваль»
- Песня про Одиссея (А. Зацепин) — исп. квартет «Аккорд»
- Песня Чёрного Рыцаря (А. Зацепин) из т/ф «31 июня» — исп. группа «Аракс» (солист — Сергей Беликов)
- Письмо от любимой (И. Гранов) — исп. синтез-труппа Игоря Гранова
- Плоская планета (В. Добрынин) — исп. ВИА «Лейся, песня»
- Плюс и минус (А. Савельев) — исп. Филипп Киркоров
- По всей Земле (А. Зацепин) из мультфильма «Буквы из ящика радиста» — исп. Владимир Трошин
- Повезло (Я. Френкель) — исп. Лев Барашков, Ян Френкель
- Под звон монет (М. Дунаевский) — исп. Игорь Наджиев
- Подземный переход (В. Корч) — исп. Джемма Халид
- Подойду я к зеркалу (Е. Крылатов) из т/ф «Чародеи» — исп. Жанна Рождественская, Ксения Георгиади
- Поезда (И. Матета) — исп. Маша Распутина
- Поиграй, гитара! (И. Матета) — исп. Маша Распутина
- Пока танцуют журавли (Б. Рычков) — исп. Светлана Резанова
- Полно вокруг мудрецов (А. Зацепин) из к/ф «Отважный Ширак» — исп. Алла Пугачёва
- Полоса невезения (Д. Тухманов — сл. Л. Дербенёв и И. Шаферан) — исп. ВИА «Весёлые ребята» (солист — Александр Барыкин)
- Полосатая жизнь (А. Зацепин) из к/ф «Двенадцать стульев» — исп. Валерий Золотухин
- Помилуй, Господи, нас грешных и прости (И. Матвиенко) — исп. группа «Любэ» (солист — Николай Расторгуев)
- Помни (В. Гамалия) — исп. Лев Лещенко
- Помоги мне (Танго-пародия) (А. Зацепин) из к/ф «Бриллиантовая рука» — исп. Аида Ведищева
- Помолись, мама, Господу (А. Морозов) — исп. Ренат Ибрагимов
- Пора, пора (Б. Емельянов) — исп. Борис Емельянов, Александр Буйнов
- Последний день (В. Добрынин) — исп. группа «Доктор Шлягер» (солист — В. Сутормин)
- Потерянная страна (М. Дунаевский) — исп. Игорь Наджиев
- Представь себе (Е. Крылатов) из т/ф «Чародеи» — исп. Александр Абдулов, Леонид Серебренников, Мария Заболоцкая
- Прежде чем жениться (М. Дунаевский) из т/ф «Ах, водевиль, водевиль…» — исп. Жанна Рождественская и ансамбль «Фестиваль»
- Приехать к маме (А. Морозов) — исп. Александр Морозов
- Про эстраду (А. Зацепин) из к/ф «Женщина, которая поёт» — исп. Алла Пугачёва
- Прости, Всемогущий Господи! (В. Лебедев) из к/ф «Безумная Лори» — исп. Олег Анофриев
- Прости, Земля (В. Добрынин) — исп. группа «Земляне» (солист — Сергей Скачков), группа «Час пик» (солист — Михаил Серышев)
- Прошла любовь (С. Адамо, перевод Л. Дербенёва) — исп. Виктор Беседин
- Прощай (муз В. Добрынин) — исп. Лев Лещенко, ВИА «Лейся, песня» (солист — Игорь Иванов)
- Прощай, я тебе не говорю (И. Матета) — Александр Добрынин (Весёлые ребята) — 1992 г.; Валерий Ободзинский — 1994 г.
- Прощай, любовь (С. Адамо, перевод Л. Дербенёва) — исп. Муслим Магомаев
- Прощай, моряк! (Д. Модуньо, перевод Л. Дербенёва) — исп. Мария Кодряну
- Пташечка моя (А. Морозов) — исп. Филипп Киркоров
- Птица (В. Корч) — исп. Джемма Халид
- Пьяный кучер (И. Матета) — исп. Иосиф Кобзон
- Песня о Питере Пэне (И. Ефремов) из к/ф «Питер Пэн» — исп. Елена Камбурова

## Р
- Раз в неделю (В. Добрынин) — исп. группа «Доктор Шлягер» (солист — Алексей Кондаков)
- Разговор со счастьем (А. Зацепин) из к/ф «Иван Васильевич меняет профессию» — исп. Валерий Золотухин, Евгений Осин
- Раскаянье (Светлый ангел) (В. Добрынин) — исп. Вячеслав Добрынин
- Рики-тики-тави (М. Дунаевский) из к/ф «Куда он денется» — исп. Ольга Рождественская
- Рисуйте, рисуйте (А. Зацепин) из к/ф «Фантазии Веснухина» — исп. Алла Пугачёва
- Робинзон (Ю. Чернавский) — из к/ф «Сезон чудес» — исп. Алла Пугачёва
- Робинзон (В. Добрынин) — исп. Михаил Боярский[4]
- Родина (И. Гранов) — исп. ВИА «Голубые гитары»
- Родная земля (В. Добрынин) — исп. Лев Лещенко, ВИА «Лейся, песня»
- Родная моя (И. Гранов) — исп. синтез-труппа Игоря Гранова
- Родное сердце (А. Эшпай) из к/ф "Седьмое небо" - исп. Николай Рыбников
- Розита (В. Добрынин) — исп. ВИА «Весёлые ребята» (солист — Алексей Глызин)
- Россия моя (Г. Подэльский) из к/ф «Улыбнись, ровесник» — исп. Нина Маслова
- Русская душа (Б. Рычков) — исп. Лев Лещенко
- Русская зима (В. Гамалия) — исп. Нина Бродская
- Рыжее лето (Ю. Антонов) — исп. ВИА «Акварели»
- Рыжий конь (В. Добрынин) — исп. Михаил Боярский[4]
- Рыцари (А. Колца) — исп. Джемма Халид

## С
- С любовью встретиться (Январская вьюга) (А. Зацепин) из к/ф «Иван Васильевич меняет профессию» — исп. Нина Бродская, София Ротару, Мария Заболоцкая
- Самодельные стихи (А. Островский) — исп. Лариса Голубкина
- Сбереги тебя судьба (О. Веснина) — исп. Алла Пугачёва
- Свадебные свечи (И. Наджиев) — исп. Игорь Наджиев
- Свет в окне (А. Бабаджанян) — исп. Ладислава Коздеркова
- Светлый парус мечты (В. Добрынин) — исп. ВИА «Здравствуй, песня» (солист — Сергей Мазаев), Лев Лещенко
- Сегодня вечером (В. Добрынин) — исп. Вячеслав Добрынин
- Сердце не спит (В. Добрынин) — исп. Тынис Мяги и группа «Мьюзик сейф»
- Сердце, к которому я приписан (Э. Масиас, перевод Л. Дербенёва) — исп. Муслим Магомаев
- Сердце, не жди (Л. Афанасьев) — исп. Раиса Неменова
- Серенада (Е. Крылатов) из т/ф «Чародеи» — исп. Александр Абдулов и вокальный ансамбль
- Сивка-Бурка (М. Дунаевский) из к/ф «Куда он денется!» — исп. Михаил Боярский и ансамбль «Фестиваль»
- Синей ночью (В. Рубашевский) — исп. Мария Лукач
- Синеокая бездна (И. Матета) — исп. Валерий Ободзинский
- Синий понедельничек (А. Морозов) — исп. Маша Распутина
- Сирена (Ю. Чернавский) из т/ф «Выше радуги» — исп. Алла Пугачёва
- Сколько в мире дорог (Ю. Маликов) — исп. ВИА «Самоцветы»
- Сколько девчонок на свете (А. Зацепин) — исп. Валерий Ободзинский
- Скоростное шоссе (Е. Крылатов) из к/ф «Мой избранник» — исп. Елена Камбурова, Лев Лещенко
- Скрыть любовь нельзя (П. Бюль-Бюль оглы) — исп. Полад Бюль-Бюль оглы
- Слова любви (Плывет луна в вечерней мгле) (Нино Рота) на музыку из к/ф «Ромео и Джульетта» — исп. Николай Басков, Филипп Киркоров
- Слушай (А. Зацепин) из к/ф «Ангел в тюбетейке» — исп. Ермек Серкебаев
- Смоленский мальчишка (А. Основиков) — исп. Эмиль Горовец
- Смотрит в небо звездолёт (А. Эшпай) — исп. Евгений Кибкало
- Снится мне деревня (Б. Емельянов) — исп. Сергей Беликов
- Совсем как на земле (А. Зацепин) из к/ф «Ни слова о футболе» — исп. София Ротару
- Спать пора (Е. Крылатов) из т/ф «Чародеи» — исп. Михаил Светин
- Спит океан (М. Дунаевский) — исп. Маша Распутина
- Спит придорожная трава, ремикс (Юрий Чернавский) — исп. Мария Заболоцкая
- Спокойные рассветы, спокойные закаты (Ю. Чернавский) из к/ф «Сезон чудес» — исп. Михаил Боярский
- Спорт — твой друг (И. Крутой) — исп. Александр Серов
- Стало сном далёким (Е. Крылатов) из к/ф «Не ходите, девки, замуж» — исп. Светлана Рябова
- Старая мелодия (А. Ойт) — исп. Георг Отс, ансамбль «Дружба» (солист — Тойво Соостер), Лина Прохорова
- Старый альбом (В. Добрынин) — исп. Михаил Боярский и ВИА «Здравствуй, песня», Лев Лещенко
- Старый город (М. Марини, перевод Л. Дербенёва) — исп. Эмиль Горовец
- Старый костёр (А. Морозов) — исп. ВИА «Здравствуй, песня», Ренат Ибрагимов, Ольга Вардашева и Людмила Невзгляд, Евгений Головин
- Старый сад (Орлов-Млинарский) — исп. Аида Ведищева
- Стеклянный мир (Ю. Чернавский) из т/ф «Выше радуги» — исп. Виктория Врадий и Михаил Боярский
- Сторона ты моя, сторона (И. Матета) — исп. Маша Распутина
- Страна влюблённых (А. Бабаджанян) — исп. Жан Татлян
- Строим домик (В. Добрынин) — исп. ВИА «Пламя» (солист — Алексей Кондаков)
- Судьба (М. Дунаевский) из т/ф «Тайна королевы Анны, или Мушкетёры тридцать лет спустя» — исп. Игорь Наджиев
- Сяду в скорый поезд (Б. Емельянов) — исп. Михаил Боярский[4]
- С чего начинается дом (И. Ефремов) из к/ф «Питер Пэн» — исп. Лена Делибаш, Светлана Степченко и Женя Булат

## Т
- Тает снег (Э. Колмановский — сл. Л. Дербенёв и И. Шаферан) из к/ф «Три дня в Москве» — исп. Нина Бродская, Валентина Толкунова
- Так вот какая ты (В. Добрынин) — исп. ВИА «Синяя птица» (солист — Сергей Дроздов)
- Так не должно быть (Д. Тухманов) — исп. Ольга Зарубина и Михаил Боярский
- Так случилось (А. Буйнов) — исп. ВИА «Весёлые ребята»
- Там, в сентябре (Д. Тухманов) — исп. Валерий Леонтьев
- Там, где нас нет (О. Сорокин) — исп. Алексей Глызин
- Танго моей любви (Д. Модуньо, перевод Л. Дербенёва) — исп. Эмиль Горовец
- Танцуем вместе (М. Суббота) — исп. Гюлли Чохели
- Танцующие Эвридики (Катажина Гертнер) — исп. Нина Пантелеева и Людмила Лядова, Мария Заболоцкая
- Тараканы (Е. Фокин) — исп. Маша Распутина
- Твои глаза (Т. Маркова) — исп. Татьяна Маркова
- Твоя судьба (Ю. Антонов — сл. Л. Дербенёв и И. Шаферан) — исп. Арташес Аветян, Лев Лещенко
- Тебе не нужен я (В. Добрынин) — исп. ВИА «Красные маки» (солист — Аркадий Хоралов)
- Тебя забыть? (А. Лукьянов) — исп. Александр Лукьянов, Филипп Киркоров
- Тени (М. Дунаевский) из т/ф «Белые ночи» — исп. Игорь Наджиев
- Тик-так (А. Флярковский) — исп. Эдита Пьеха, Нина Пантелеева
- Только раз (Ю. Чернавский) из т/ф «Выше радуги» — исп. Михаил Боярский
- Только сердцу не прикажешь (Е. Крылатов) из т/ф «Чародеи» — исп. Жанна Рождественская и Вадим Лыньковский
- Треугольное солнце (О. Сорокин) — исп. Алексей Глызин
- Трёхголовый дракон (Ю. Чернавский) из к/ф «Сезон чудес» — исп. Михаил Боярский
- Три белых коня (Е. Крылатов) из т/ф «Чародеи» — исп. Лариса Долина, Сергей Захаров, ВИА «Надежда», ВИА «Сердца четырех», Мария Заболоцкая
- Тропинка (А. Морозов) — исп. Маша Распутина
- Ты говоришь мне о любви («Одна снежинка ещё не снег…»)(Э. Колмановский — сл. Л. Дербенёв и И. Шаферан) из к/ф «Три дня в Москве» — исп. Нина Бродская, Наталья Вавра, Светлана Резанова, Наталья Ветлицкая
- Ты и утро (А. Эшпай) — исп. Владимир Трошин
- Ты и я (М. Дельпеш и В. Сан) — исп. Эмиль Горовец, ВИА «Аккорд»
- Ты — как песня (А. Зацепин) из к/ф «Ангел в тюбетейке» — исп. Ермек Серкебаев
- Ты любовь моя не первая (В. Окороков) — исп. Маша Распутина
- Ты на свете есть (М. Минков) — исп. Алла Пугачёва, Кристина Орбакайте, Дина Гарипова
- Ты не стал судьбой (А. Зацепин) — из к/ф «Женщина, которая поёт» — исп. Алла Пугачёва
- Ты одна ходишь рядом (Я. Френкель) — исп. Лев Барашков
- Ты поверь, поверь (А. Зацепин) из к/ф «Узнай меня» — исп. Татьяна Анциферова и группа «Аракс»
- Ты приснишься мне (А. Бабаджанян) — исп. Муслим Магомаев
- Ты скажи (В. Пресняков-старший) — исп. Владимир Пресняков-младший
- Ты, ты, ты (Т. Русев) — исп. Филипп Киркоров

## У
- У моря, у синего моря (Хироси Миягава) — исп. Людмила Лядова и Нина Пантелеева, Мария Заболоцкая
- У реки живём в тайге (А. Флярковский) из к/ф «Инженер Прончатов» — исп. Валерий Золотухин
- Угу-гу (А. Зацепин) — исп. Алла Пугачёва
- Удивлённый человек (В. Добрынин) — исп. Сергей Беликов
- Уехал (Б. Емельянов) — исп. Ольга Зарубина, Алёна Герасимова
- Узнай меня (А. Зацепин) из к/ф «Узнай меня» — исп. Татьяна Анциферова и группа «Аракс», Ксения Георгиади
- Усы (А. Дистель) — исп. Лев Барашков
- Утренняя песенка (А. Флярковский) — исп. Сергей Яковенко
- Уходишь ты (А. Зацепин) из к/ф «Между небом и землёй» — исп. ВИА «Ариэль»
- Уходишь ты (В. Добрынин) — исп. Вячеслав Добрынин
- Уходят любимые (Е. Адлер) — исп. Валерий Ободзинский

## Ф
- Фабричная труба (И. Добианский) — исп. Тамара Миансарова
- Фотограф (Ю. Чернавский) из к/ф «Выше радуги» — исп. Владимир Пресняков (во 2-м варианте Михаил Боярский)

## Х
- Хлоп-хлоп (П. Бюль-Бюль оглы) — исп. Полад Бюль-Бюль оглы
- Хожу-вожу (В. Гамалия) — исп. Алла Пугачёва
- Хорошая сестра (И. Гранов) — исп. Тамара Миансарова
- Хочу всё знать (В. Добрынин) — исп. ВИА «Весёлые ребята» (солист — Александр Буйнов)
- Хэлло, Америка (А. Зацепин) из к/ф «На Дерибасовской хорошая погода, на Брайтон-бич опять идут дожди» — исп. Дмитрий Харатьян

## Ч
- Час луны (Т. Карки) — исп. Евгений Головин
- Человек остался человеком (А. Зацепин) из к/ф «Формула радости» — исп. Владимир Трошин
- Человек придумал песню (И. Гранов) — исп. Аида Ведищева
- Чёрные подковы (А. Зацепин) из к/ф «Не может быть» — исп. Роберт Мушкамбарян
- Честь (М. Дунаевский) из т/ф «Мушкетёры двадцать лет спустя» — исп. Игорь Наджиев
- Что было однажды (А. Зацепин) — исп. Алла Пугачёва
- Что прошло, то прошло (Д. Мейеровиц) — исп. Эмиль Горовец
- Что со мной случилось? (В. Лебедев) из к/ф «Безумная Лори» — исп. Ольга Зарубина
- Что такого? (П. Слободкин) — исп. ВИА «Весёлые ребята» (солист — Александр Лерман)
- Что я без тебя? (М. Дунаевский) из т/ф «Мушкетёры двадцать лет спустя» — исп. Игорь Наджиев
- Чукча в чуме (И. Гранов) — исп. Кола Бельды и ВИА «Голубые гитары»

## Ш
- Шире круг (В. Добрынин) — исп. ВИА «Лейся, песня»
- Шулера (В. Корч) — исп. Джемма Халид

## Э
- Этажи (И. Матвиенко) — исп. группа «Нетелефонный разговор» (солист — Олег Кацура), группа «Иванушки International»
- Это Африка не может без меня (М. Дунаевский) из к/ф «Проданный смех» — исп. Ольга Рождественская
- Это — Москва (Д. Тухманов — сл. Л. Дербенёв и И. Шаферан) — исп. ВИА «Весёлые ребята» (солист — Александр Лерман), Юрий Антонов и ВИА «Магистраль»
- Это ты (Э. Масиас, перевод Л. Дербенёва) — исп. Муслим Магомаев
- Этот грубый мир (Д. Тухманов) из к/ф «Дорогой мальчик» — исп. ВИА «Водограй»
- Этот мир (А. Зацепин) из к/ф «Женщина, которая поёт» — исп. Алла Пугачёва, ВИА «Весёлые ребята» (солист — Александр Барыкин)
- Эх, ма («Казаки») (А. Лукьянов) — исп. Маша Распутина, Филипп Киркоров, Александр Лукьянов

## Я
- Я боюсь этой тьмы (М. Дунаевский) из т/ф «Мушкетёры двадцать лет спустя» — исп. Игорь Наджиев
- Я была на Венере (И. Матета) — исп. Маша Распутина
- Я вернусь (И. Матета) — исп. Маша Распутина
- Я всё равно на ней женюсь (А. Зацепин — сл. Л. Дербенёв и Р. Казакова) из т/ф «31 июня» — исп. Яак Йоала и группа «Аракс»
- Я и ты (М. Дунаевский) — исп. Маша Распутина
- Я к тебе не подойду (Д. Тухманов — сл. Л. Дербенёв и И. Шаферан) — исп. Анна Герман, ВИА «Весёлые ребята» (солист — Александр Лерман), группа «Челси»
- Я кричу (М. Дунаевский) — исп. Игорь Наджиев
- Я люблю (И. Гранов) — исп. ВИА «Голубые гитары»
- Я люблю этот мир («…Мир бесконечно разный не осуждай напрасно…») (В. Мигуля) — исп. ВИА «Самоцветы», ВИА «Орфей»
- Я не знаю (Б. Савельев) — исп. Аида Ведищева
- Я открываю двери (А. Михайлов — сл. Л. Штайдл, перевод Л. Дербенёва) — исп. Карел Готт, Георгий Минасян
- Я родилась в Сибири (А. Лукьянов) — исп. Маша Распутина, Александр Лукьянов («Родился я в Сибири»)
- Я согласен с тобой (В. Добрынин) — исп. Михаил Боярский и ВИА «Здравствуй, песня»
- Я спокоен (М. Дунаевский) — исп. Игорь Наджиев
- Я так и знал (В. Добрынин) — исп. Алексей Кондаков
- Я такой не была (И. Матета) — исп. Маша Распутина
- Я твой нелюбимый (В. Добрынин — сл. Л. Дербенёв и И. Шаферан) — исп. ВИА «Калинка», ВИА «Лада»
- Я тебе пригожусь (И. Гранов) — исп. ВИА «Голубые гитары»
- Я тебя ждала (Б. Савельев) — исп. Мария Лукач, Раиса Неменова, Ольга Словашевская
- Я тоже жить хочу (И. Кружалин) — исп. Маша Распутина
- Я ходила по небу (А. Морозов) — исп. Маша Распутина
- Я хочу, чтоб опоздало утро (И. Матета) из к/ф «Аферы, музыка, любовь» — исп. Елена Булычевская, Наталья Новикова
- Якутяночка (А. Алексеев) — исп. Маргарита Суворова
- Ясным солнечным днём (М. Мишунов) — исп. Нина Бродская, Аида Ведищева, Валентина Толкунова